# Chabuata carneago
Chabuata carneago là một loài bướm đêm trong họ Noctuidae.